# Denn sie wissen nicht, was passiert
Denn sie wissen nicht, was passiert – Die Jauch-Gottschalk-Schöneberger-Show (kurz DSWNWP) ist eine deutsche Spielshow und die Nachfolge von Die 2 – Gottschalk & Jauch gegen alle bei RTL. Die Sendung wird in den EMG-Studios in Hürth produziert. Sie wird sowohl live ausgestrahlt, als auch vorab aufgezeichnet.
Das Konzept der Sendung basiert darauf, dass die festen Kandidaten Barbara Schöneberger, Günther Jauch und Thomas Gottschalk im Vorhinein nicht über den Verlauf der Sendung oder teilnehmende Gäste informiert sind und immer wieder überrascht werden oder improvisieren müssen. Angeleitet werden sie dabei von Thorsten Schorn, der auch als Kommentator und Schiedsrichter fungiert.
Thomas Gottschalk gab in der Sendung am 10. Mai 2025 bekannt, er werde sich im Dezember des Jahres im Rahmen der Sendung aus der Samstagabendunterhaltung zurückziehen. Ungeachtet dessen arbeiten RTL und i&u TV daran, die Marke auch im Jahr 2026 zu erhalten.

## Ablauf der Show und Regeln
Am Anfang jeder Ausgabe entscheidet sich, welcher der drei festen Teilnehmer moderiert oder auch ob ein Gast die Moderation übernimmt, in Staffel 1 fand dies durch den Harry-Potter-Hut statt. Die verbliebenen Zwei bilden entweder ein Team und spielen gegen zwei prominente Gäste, spielen allein oder jeweils mit einem prominenten Gast. Die beiden Teams duellieren sich in verschiedenen Spielen aus Bereichen wie Sport, Wissen, Geschicklichkeit, Taktik oder Glück.
Am Ende steht immer ein Finalspiel, das über den Sieg entscheidet. Anfangs wurden hinter den Kulissen zwei Teilnehmer aus dem Publikum als Kandidaten ernannt und ausgelost, welches Team sie unterstützen. Das siegreiche Team gewann für seinen ausgelosten Kandidaten 50.000 Euro. In den während der Coronavirus-Pandemie ohne Publikum ausgetragenen Ausgaben kam ein Gewinn von 40.000 Euro einem sozialen Zweck zugute. Die Alltagshelden des Verliererteams erhielten 10.000 Euro. Als wieder eine begrenzte Zahl von Zuschauern zugelassen war, spielte jedes Team für eine ihm zugeteilte Hälfte des Publikums. Jeder Zuschauer auf der siegreichen Seite gewann dabei 250 Euro. Seitdem das Studio wieder voll ausgelastet ist, wird unter dem siegreichen Zuschauerblock ein Gewinn von 20.000 Euro aufgeteilt.
Seit Ausgabe 20 (mit einer Ausnahme) findet jede Show unter einem Motto statt. Bei der ersten Ausgabe zum Thema Hochzeit gewann das Hochzeitspaar 10.000 Euro und die restlichen 10.000 Euro wurden an die Zuschauer im Zuschauerblock aufgeteilt.

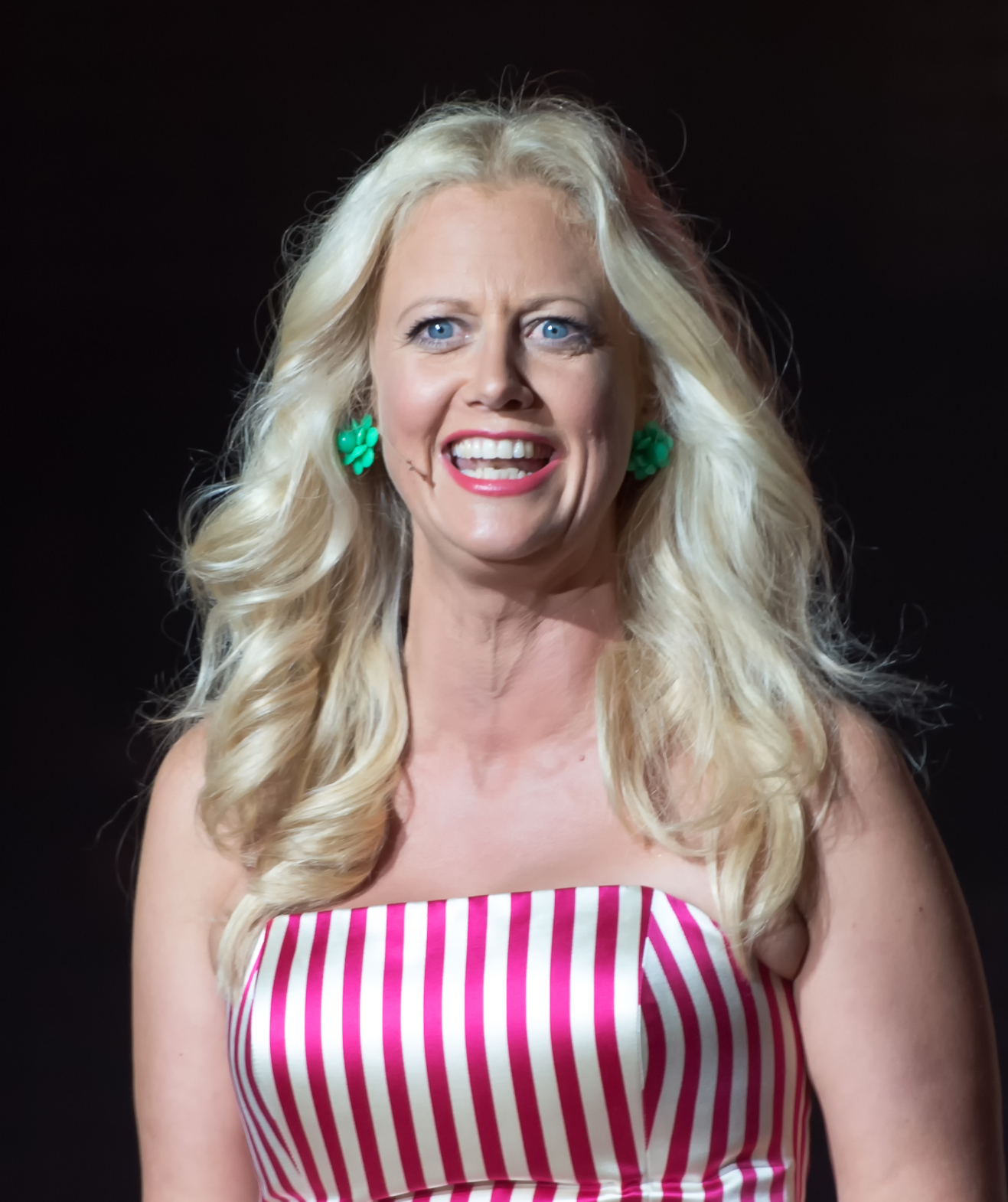
Barbara Schöneberger
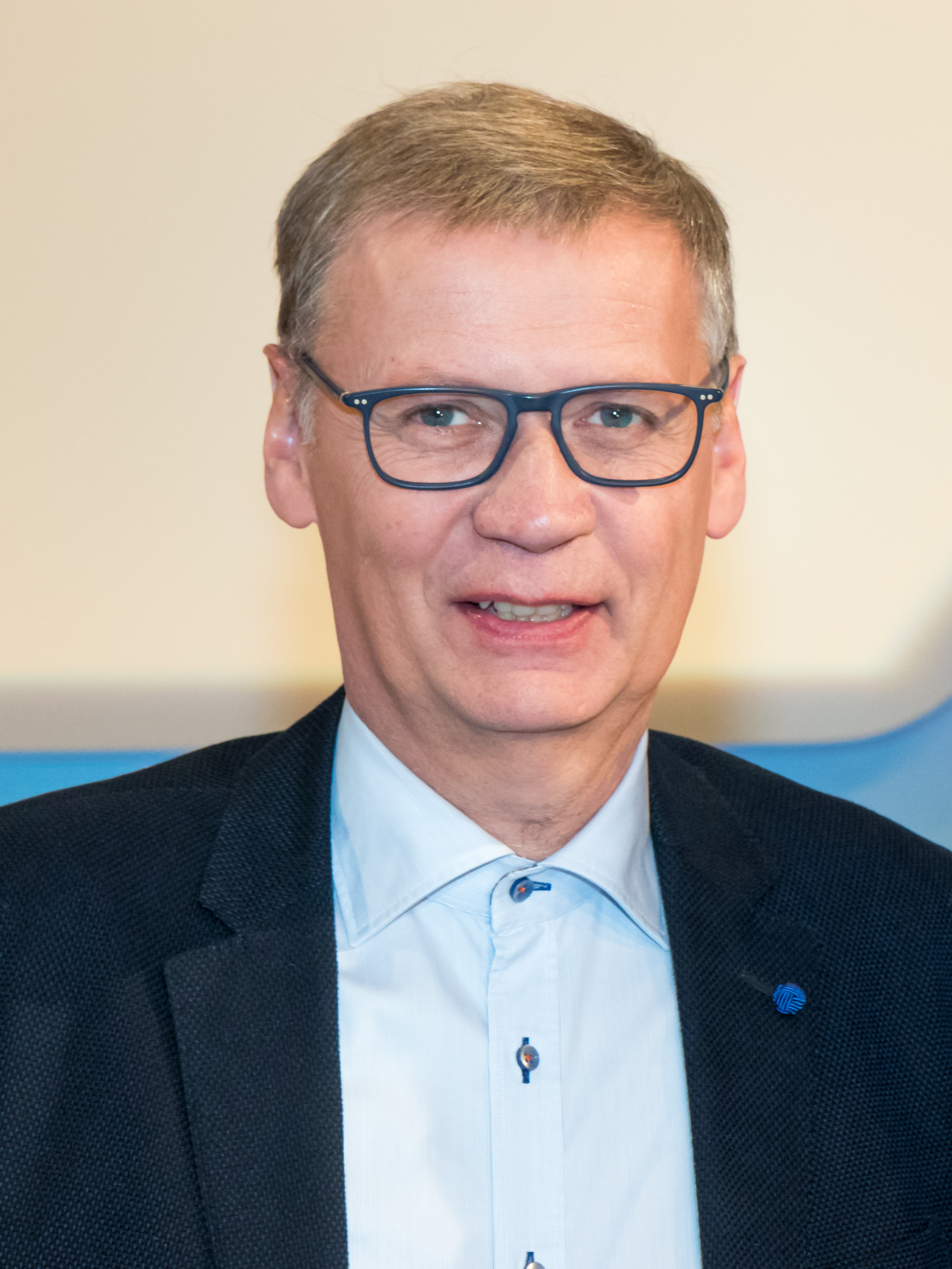
Günther Jauch
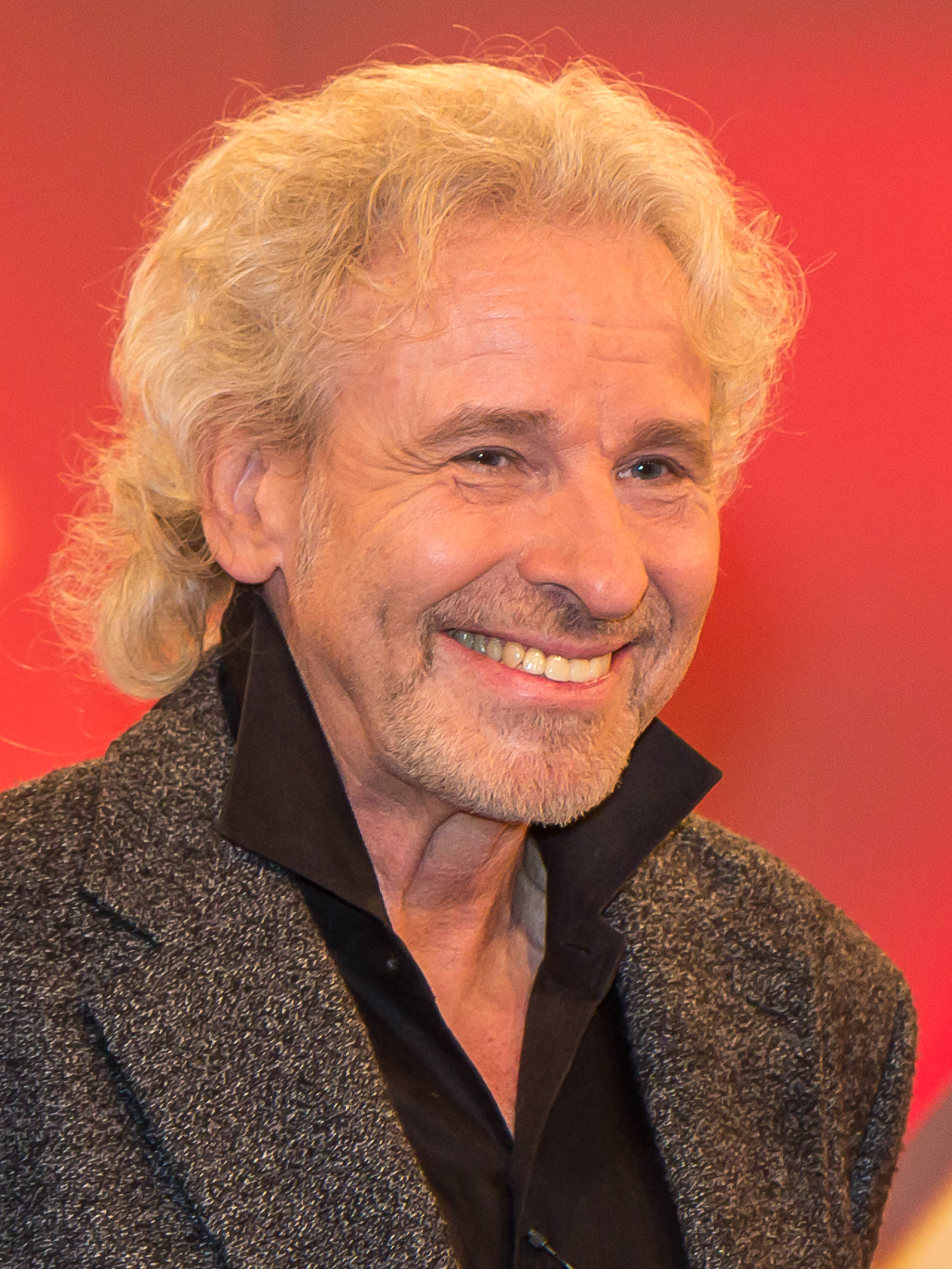
Thomas Gottschalk
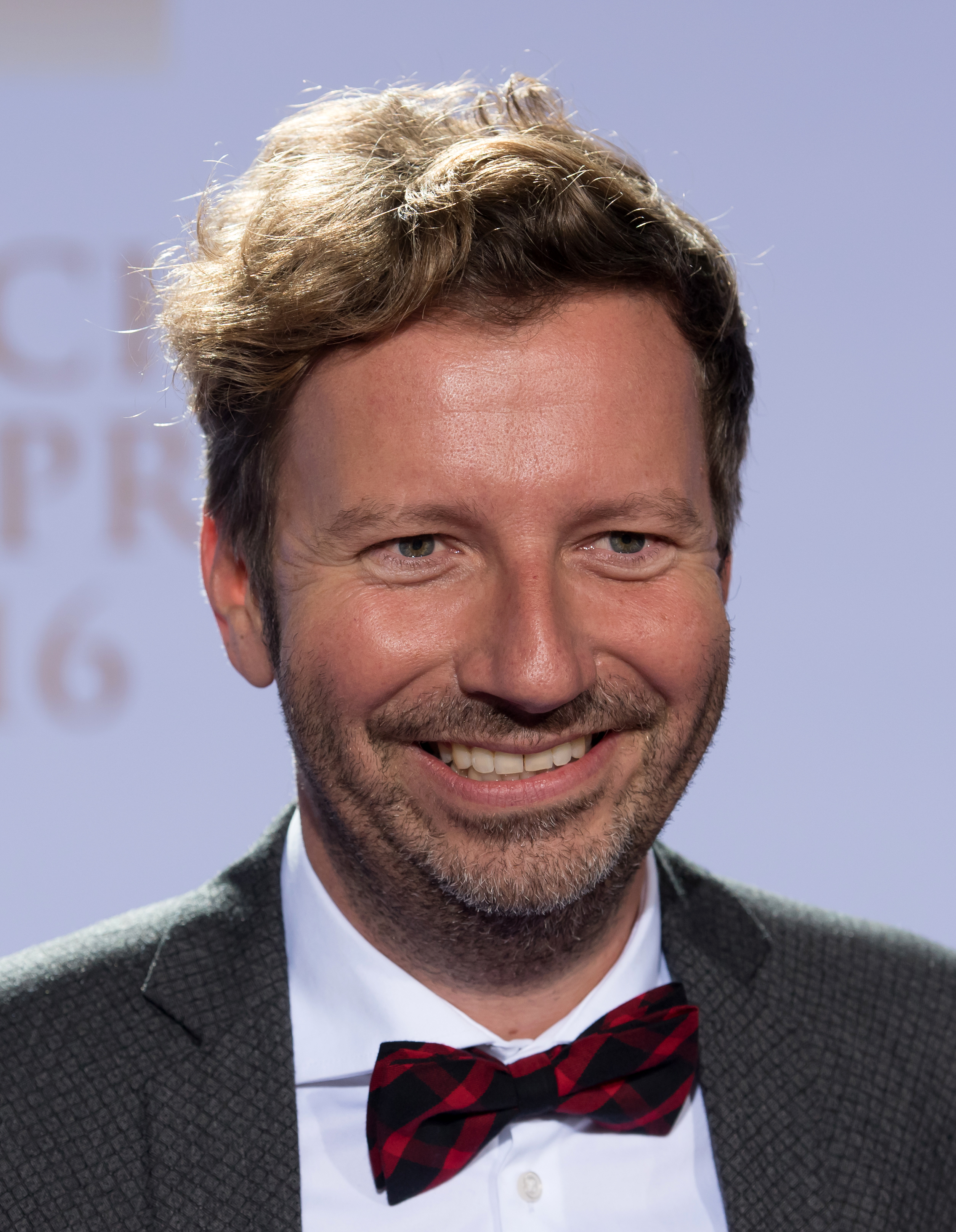
Thorsten Schorn (Kommentator und Schiedsrichter)

## Ausgaben

### Liste
| Jahr | Staffel | Folge | Datum         | Motto                        | Team 1                                   | Team 2                                                  | Moderation                                                            | Sendungs- ende | Dauer | Sendungs- art   | Quelle |
| ---- | ------- | ----- | ------------- | ---------------------------- | ---------------------------------------- | ------------------------------------------------------- | --------------------------------------------------------------------- | -------------- | ----- | --------------- | ------ |
| 2018 | 1       | 01    | 18. August    | –                            | Axel Prahl & Jan Josef Liefers           | Barbara Schöneberger & Thomas Gottschalk                | Günther Jauch                                                         | 00:01 Uhr      | 3:46  | Aufzeichnung    | [ 2 ]  |
| 2018 | 1       | 02    | 25. August    | –                            | Oliver Pocher & Pietro Lombardi          | Barbara Schöneberger & Günther Jauch                    | Thomas Gottschalk                                                     | 23:59 Uhr      | 3:44  | Aufzeichnung    | [ 3 ]  |
| 2018 | 1       | 03    | 1. September  | –                            | Laura Wontorra & Horst Lichter           | Barbara Schöneberger & Thomas Gottschalk                | Günther Jauch                                                         | 23:55 Uhr      | 3:40  | Aufzeichnung    | [ 4 ]  |
| 2018 | 1       | 04    | 7. September  | –                            | Michelle Hunziker & Wotan Wilke Möhring  | Günther Jauch & Thomas Gottschalk                       | Barbara Schöneberger                                                  | 23:59 Uhr      | 3:44  | Aufzeichnung    | [ 5 ]  |
| 2019 | 2       | 05    | 4. Mai        | –                            | Evelyn Burdecki & Oliver Pocher          | Barbara Schöneberger & Thomas Gottschalk                | Günther Jauch                                                         | 00:21 Uhr      | 4:06  | Liveübertragung | [ 6 ]  |
| 2019 | 2       | 06    | 11. Mai       | –                            | Jürgen Vogel & Mario Barth               | Barbara Schöneberger & Günther Jauch                    | Thomas Gottschalk                                                     | 00:07 Uhr      | 3:52  | Liveübertragung | [ 7 ]  |
| 2019 | 2       | 07 2  | 31. August    | –                            | Thomas Gottschalk                        | Günther Jauch                                           | Barbara Schöneberger                                                  | 01:03 Uhr      | 4:48  | Liveübertragung | [ 8 ]  |
| 2019 | 2       | 08    | 7. September  | –                            | Ehrlich Brothers                         | Barbara Schöneberger & Günther Jauch                    | Thomas Gottschalk                                                     | 00:45 Uhr      | 4:30  | Liveübertragung | [ 9 ]  |
| 2020 | 3       | 09    | 18. April     | –                            | Motsi Mabuse & Jorge González            | Barbara Schöneberger & Thomas Gottschalk                | Günther Jauch                                                         | 00:33 Uhr      | 4:18  | Liveübertragung | [ 10 ] |
| 2020 | 3       | 10    | 25. April     | –                            | Hans Sigl & Mark Keller                  | Barbara Schöneberger & Günther Jauch                    | Thomas Gottschalk                                                     | 00:34 Uhr      | 4:19  | Liveübertragung | [ 11 ] |
| 2020 | 3       | 11    | 2. Mai        | –                            | Michael Wendler & Oliver Pocher          | Barbara Schöneberger & Günther Jauch                    | Thomas Gottschalk                                                     | 00:45 Uhr      | 4:30  | Liveübertragung | [ 12 ] |
| 2020 | 3       | 12    | 22. August    | –                            | Chris Tall & Steffen Henssler            | Barbara Schöneberger & Günther Jauch                    | Thomas Gottschalk                                                     | 01:01 Uhr      | 4:46  | Liveübertragung | [ 13 ] |
| 2020 | 3       | 13    | 29. August    | –                            | Sophia Thomalla & Sylvie Meis            | Günther Jauch & Thomas Gottschalk                       | Barbara Schöneberger                                                  | 00:30 Uhr      | 4:15  | Liveübertragung | [ 14 ] |
| 2020 | 3       | 14    | 5. September  | –                            | Oliver Pocher & Amira Pocher             | Barbara Schöneberger & Thomas Gottschalk                | Günther Jauch                                                         | 00:33 Uhr      | 4:18  | Liveübertragung | [ 15 ] |
| 2021 | 4       | 15    | 10. April     | –                            | Sabrina Mockenhaupt & Caroline Frier     | Thomas Gottschalk & Mitspielerinnen 3                   | Barbara Schöneberger                                                  | 00:41 Uhr      | 4:26  | Liveübertragung | [ 16 ] |
| 2021 | 4       | 16    | 17. April     | –                            | Gegenspieler 4                           | Barbara Schöneberger                                    | Thomas Gottschalk                                                     | 00:41 Uhr      | 4:26  | Liveübertragung | [ 17 ] |
| 2021 | 4       | 17    | 24. April     | –                            | Michelle Hunziker & Thomas Hermanns      | Barbara Schöneberger & Thomas Gottschalk                | Tim Mälzer 5                                                          | 00:18 Uhr      | 4:03  | Liveübertragung | [ 18 ] |
| 2021 | 4       | 18 6  | 4. September  | –                            | Barbara Schöneberger & Thomas Gottschalk | Günther Jauch                                           | Barbara Schöneberger, Günther Jauch & Thomas Gottschalk (abwechselnd) | 00:52 Uhr      | 4:37  | Liveübertragung | [ 19 ] |
| 2021 | 4       | 19    | 11. September | –                            | Champions 7                              | Barbara Schöneberger, Thomas Gottschalk & Günther Jauch | Martin Klempnow in seiner Rolle Dennis aus Hürth                      | 00:53 Uhr      | 4:38  | Liveübertragung | [ 20 ] |
| 2021 | 4       | 20    | 18. September | Oktoberfest                  | Sonja Zietlow & Alexander Herrmann       | Barbara Schöneberger & Günther Jauch                    | Thomas Gottschalk                                                     | 00:47 Uhr      | 4:32  | Liveübertragung | [ 21 ] |
| 2022 | 5       | 21    | 8. Januar     | Après-Ski                    | Michael Mittermeier & Wigald Boning      | Barbara Schöneberger & Günther Jauch                    | Thomas Gottschalk                                                     | 00:42 Uhr      | 4:27  | Liveübertragung | [ 22 ] |
| 2022 | 5       | 22    | 15. Januar    | Dschungelcamp                | Thomas Gottschalk & Evelyn Burdecki      | Barbara Schöneberger & Ross Antony                      | Günther Jauch                                                         | 00:30 Uhr      | 4:15  | Aufzeichnung    | [ 23 ] |
| 2022 | 5       | 23    | 18. Juni      | Sommerparty                  | Andrea Kiewel & Álvaro Soler             | Barbara Schöneberger & Thomas Gottschalk                | Günther Jauch                                                         | 00:44 Uhr      | 4:29  | Liveübertragung | [ 24 ] |
| 2022 | 5       | 24    | 19. Juni      | Sommerparty                  | Giovanni Zarrella & Johannes B. Kerner   | Günther Jauch & Thomas Gottschalk                       | Barbara Schöneberger                                                  | 00:40 Uhr      | 4:25  | Liveübertragung | [ 25 ] |
| 2022 | 5       | 25    | 3. September  | Schlagerparty                | Beatrice Egli & Lukas Podolski           | Barbara Schöneberger & Thomas Gottschalk                | Günther Jauch                                                         | 00:37 Uhr      | 4:22  | Liveübertragung | [ 26 ] |
| 2022 | 5       | 26    | 10. September | Kirmes                       | Verona Pooth & Uwe Ochsenknecht          | Barbara Schöneberger & Günther Jauch                    | Thomas Gottschalk                                                     | 00:46 Uhr      | 4:31  | Liveübertragung | [ 27 ] |
| 2022 | 5       | 27    | 5. November   | Kochen                       | Anna Loos & Jan Josef Liefers            | Barbara Schöneberger & Mitspieler 8                     | Steffen Henssler                                                      | 00:36 Uhr      | 4:21  | Liveübertragung | [ 28 ] |
| 2022 | 5       | 28 9  | 12. November  | –                            | Laura Wontorra & Oliver Pocher           | Barbara Schöneberger & Hans Sigl                        | Günther Jauch                                                         | 00:35 Uhr      | 4:20  | Liveübertragung | [ 29 ] |
| 2023 | 6       | 29    | 7. Januar     | Winterspiele                 | Günther Jauch & Janin Ullmann            | Barbara Schöneberger & Henning Baum                     | Thomas Gottschalk                                                     | 00:34 Uhr      | 4:19  | Aufzeichnung    | [ 30 ] |
| 2023 | 6       | 30 10 | 8. Januar     | Winterspiele                 | Oliver Pocher & Olaf Schubert            | Barbara Schöneberger & Thomas Gottschalk                | Günther Jauch                                                         | 00:32 Uhr      | 4:17  | Aufzeichnung    | [ 31 ] |
| 2023 | 6       | 31    | 22. April     | Fashion Week                 | Barbara Schöneberger                     | Günther Jauch & Thomas Gottschalk                       | Riccardo Simonetti                                                    | 01:04 Uhr      | 4:49  | Liveübertragung | [ 32 ] |
| 2023 | 6       | 32    | 29. April     | Hochzeit                     | Barbara Schöneberger & Wayne Carpendale  | Thomas Gottschalk & Jana Ina Zarrella                   | Günther Jauch                                                         | 00:44 Uhr      | 4:29  | Liveübertragung | [ 33 ] |
| 2023 | 6       | 33    | 30. April     | Hochzeit                     | Rebecca Mir & Massimo Sinató             | Günther Jauch & Thomas Gottschalk                       | Barbara Schöneberger                                                  | 00:46 Uhr      | 4:31  | Liveübertragung | [ 33 ] |
| 2023 | 6       | 34    | 6. Mai        | Royals                       | Jeanette Biedermann & Joachim Llambi     | Barbara Schöneberger & Günther Jauch                    | Thomas Gottschalk                                                     | 00:53 Uhr      | 4:38  | Liveübertragung | [ 34 ] |
| 2023 | 6       | 35    | 24. Juni      | Agenten                      | Thomas Gottschalk & Ralf Moeller         | Barbara Schöneberger & Sasha                            | Günther Jauch                                                         | 00:32 Uhr      | 4:17  | Aufzeichnung    | [ 35 ] |
| 2023 | 6       | 36    | 1. Juli       | Sommerurlaub                 | Günther Jauch & Motsi Mabuse             | Barbara Schöneberger & Hendrik Duryn                    | Thomas Gottschalk                                                     | 00:50 Uhr      | 4:35  | Liveübertragung | [ 36 ] |
| 2023 | 6       | 37    | 16. September | Zeitreise                    | Andrea Sawatzki & Jan Josef Liefers      | Barbara Schöneberger & Günther Jauch                    | Thomas Gottschalk                                                     | 00:50 Uhr      | 4:35  | Liveübertragung | [ 37 ] |
| 2023 | 6       | 38    | 30. September | Wundertüte                   | Palina Rojinski & Jan Köppen             | Barbara Schöneberger & Thomas Gottschalk                | Günther Jauch                                                         | 00:40 Uhr      | 4:25  | Aufzeichnung    | [ 38 ] |
| 2023 | 6       | 39    | 9. Dezember   | Winter                       | Laura Wontorra & Nico Santos             | Barbara Schöneberger & Günther Jauch                    | Thomas Gottschalk                                                     | 00:48 Uhr      | 4:33  | Liveübertragung | [ 39 ] |
| 2023 | 6       | 40    | 23. Dezember  | Weihnachten                  | Olivia Jones & Horst Lichter             | Günther Jauch & Thomas Gottschalk                       | Barbara Schöneberger                                                  | 00:47 Uhr      | 4:32  | Aufzeichnung    | [ 40 ] |
| 2024 | 7       | 41    | 6. April      | It’s Showtime                | Barbara Schöneberger & Torsten Sträter   | Günther Jauch & Sophia Thomalla                         | Thomas Gottschalk                                                     | 00:36 Uhr      | 4:21  | Liveübertragung | [ 41 ] |
| 2024 | 7       | 42    | 13. April     | Frühlingsfest                | Jana Ina Zarrella & Ralf Schmitz         | Barbara Schöneberger & Günther Jauch                    | Thomas Gottschalk                                                     | 00:48 Uhr      | 4:33  | Liveübertragung | [ 42 ] |
| 2024 | 7       | 43    | 4. Mai        | Heimwerken                   | Barbara Schöneberger & Jorge González    | Günther Jauch & Thomas Gottschalk                       | Tim Mälzer                                                            | 00:40 Uhr      | 4:25  | Aufzeichnung    | [ 43 ] |
| 2024 | 7       | 44    | 7. Dezember   | Alles muss man selber machen | Laura Wontorra & Sophia Thomalla         | Barbara Schöneberger & Günther Jauch                    | Thomas Gottschalk                                                     | 00:49 Uhr      | 4:34  | Aufzeichnung    | [ 44 ] |
| 2024 | 7       | 45    | 14. Dezember  | Fröhliche Weihnachten        | Thomas Gottschalk & Mike Krüger 11       | Barbara Schöneberger & Günther Jauch 12                 | Victoria Swarovski                                                    | 00:50 Uhr      | 4:35  | Aufzeichnung    | [ 45 ] |
| 2025 | 8       | 46    | 3. Mai        | Las Vegas                    | Vanessa Mai & Sasha                      | Barbara Schöneberger & Günther Jauch                    | Thomas Gottschalk                                                     | 00:49 Uhr      | 4:34  | Liveübertragung | [ 46 ] |
| 2025 | 8       | 47    | 10. Mai       | Märchen                      | Evelyn Burdecki & Uwe Ochsenknecht       | Barbara Schöneberger, Günther Jauch & Thomas Gottschalk | Barbara Schöneberger, Günther Jauch & Thomas Gottschalk (abwechselnd) | 00:48 Uhr      | 4:33  | Liveübertragung | [ 46 ] |

Legende:

### Statistik
Mit Stand vom 10. Mai 2025 hat Thomas Gottschalk die Sendung mit 21 Ausgaben am häufigsten moderiert, gefolgt von Günther Jauch mit 15 und Barbara Schöneberger mit neun Moderationen. Andere Moderatoren wurden insgesamt sechsmal eingesetzt. Tim Mälzer übernahm zweimal, Victoria Swarovski, Riccardo Simonetti und Steffen Henssler je einmal und Martin Klempnow moderierte einmal in seiner Rolle Dennis aus Hürth.
Bei der Anzahl der Siege liegt Schöneberger mit 25 Sendungen vorn, gefolgt von Jauch mit 20 und Gottschalk mit 15. Schöneberger musste bisher 15 Niederlagen einstecken, gefolgt von Gottschalk mit elf und Jauch mit zehn.
Da Staffel 1 komplett voraufgezeichnet war, endete die Sendung immer nahezu pünktlich um Mitternacht. Die kürzeste Live-Ausgabe am 11. Mai 2019 wurde um 00:07 Uhr beendet. Die längste Live-Ausgabe am 22. April 2023 dauerte bis 01:04 Uhr, in welcher das Finale erstmals durch Werbung unterbrochen werden musste.
Mit Stand vom 10. Mai 2025 wurden 45 Ausgaben inkl. Specials an Samstagen, drei Ausgaben an Sonntagen und eine Ausgabe an einem Freitag ausgestrahlt. Von den regulären Ausgaben waren 34 live und 13 aufgezeichnet.

### Specials
Am 3. und 10. Dezember 2022 wurde jeweils eine vierstündige Best-of-Ausgabe ausgestrahlt. Dabei blickten Günther Jauch und Thomas Gottschalk gemeinsam auf die Höhepunkte der ersten 26 Ausgaben der Sendung zurück. Zudem gab Schiedsrichter Thorsten Schorn einen Blick hinter die Kulissen.

## Quoten
| Staffel    | Ausgabe   | Ausgabe     | Datum         | Zuschauer | Zuschauer   | Marktanteil | Marktanteil |
| Staffel    | Insgesamt | In Staffeln | Datum         | Gesamt    | 14–49 Jahre | Gesamt      | 14–49 Jahre |
| ---------- | --------- | ----------- | ------------- | --------- | ----------- | ----------- | ----------- |
| 1          | 01        | 01          | 18. Aug 2018  | 2,61 Mio. | 0,95 Mio.   | 12,5 %      | 15,5 %      |
| 1          | 02        | 02          | 25. Aug 2018  | 2,51 Mio. | 0,92 Mio.   | 11,0 %      | 14,1 %      |
| 1          | 03        | 03          | 01. Sep 2018  | 2,39 Mio. | 0,88 Mio.   | 10,3 %      | 14,1 %      |
| 1          | 04        | 04          | 07. Sep 2018  | 2,69 Mio. | 0,91 Mio.   | 11,7 %      | 17,7 %      |
| 2          | 05        | 01          | 04. Mai 2019  | 2,95 Mio. | 1,29 Mio.   | 12,2 %      | 18,0 %      |
| 2          | 06        | 02          | 11. Mai 2019  | 2,69 Mio. | 1,30 Mio.   | 11,9 %      | 19,4 %      |
| 2          | 07        | 03          | 31. Aug 2019  | 2,12 Mio. | 0,90 Mio.   | 11,9 %      | 17,3 %      |
| 2          | 08        | 04          | 07. Sep 2019  | 2,77 Mio. | 1,14 Mio.   | 13,4 %      | 18,7 %      |
| 3          | 09        | 01          | 18. Apr 2020  | 3,05 Mio. | 1,42 Mio.   | 11,3 %      | 17,5 %      |
| 3          | 10        | 02          | 25. Apr 2020  | 3,31 Mio. | 1,49 Mio.   | 12,8 %      | 20,1 %      |
| 3          | 11        | 03          | 02. Mai 2020  | 3,21 Mio. | 1,35 Mio.   | 12,1 %      | 17,2 %      |
| 3          | 12        | 04          | 22. Aug 2020  | 1,67 Mio. | 0,68 Mio.   | 08,5 %      | 13,2 %      |
| 3          | 13        | 05          | 29. Aug 2020  | 1,74 Mio. | 0,82 Mio.   | 08,2 %      | 15,4 %      |
| 3          | 14        | 06          | 05. Sep 2020  | 2,20 Mio. | 0,85 Mio.   | 10,5 %      | 15,4 %      |
| 4          | 15        | 01          | 10. Apr 2021  | 2,84 Mio. | 1,24 Mio.   | 11,2 %      | 17,9 %      |
| 4          | 16        | 02          | 17. Apr 2021  | 2,79 Mio. | 1,07 Mio.   | 11,5 %      | 16,5 %      |
| 4          | 17        | 03          | 24. Apr 2021  | 2,90 Mio. | 1,17 Mio.   | 11,6 %      | 18,2 %      |
| 4          | 18        | 04          | 04. Sep 2021  | 1,73 Mio. | 0,65 Mio.   | 09,5 %      | 15,3 %      |
| 4          | 19        | 05          | 11. Sep 2021  | 1,85 Mio. | 0,66 Mio.   | 09,5 %      | 13,9 %      |
| 4          | 20        | 06          | 18. Sep 2021  | 1,69 Mio. | 0,57 Mio.   | 08,6 %      | 11,5 %      |
| 5          | 21        | 01          | 08. Jan 2022  | 2,23 Mio. | 0,79 Mio.   | 09,2 %      | 13,4 %      |
| 5          | 22        | 02          | 15. Jan 2022  | 2,54 Mio. | 0,93 Mio.   | 10,6 %      | 16,5 %      |
| 5          | 23        | 03          | 18. Juni 2022 | 1,80 Mio. | 0,54 Mio.   | 11,2 %      | 15,6 %      |
| 5          | 24        | 04          | 19. Juni 2022 | 1,88 Mio. | 0,60 Mio.   | 10,1 %      | 13,3 %      |
| 5          | 25        | 05          | 03. Sep 2022  | 1,79 Mio. | 0,52 Mio.   | 10,1 %      | 13,7 %      |
| 5          | 26        | 06          | 10. Sep 2022  | 1,62 Mio. | 0,54 Mio.   | 08,8 %      | 13,8 %      |
| 5          | 27        | 07          | 05. Nov 2022  | 1,78 Mio. | 0,61 Mio.   | 08,5 %      | 12,5 %      |
| 5          | 28        | 08          | 12. Nov 2022  | 1,73 Mio. | 0,61 Mio.   | 08,0 %      | 12,2 %      |
| Specials 1 | Best of   | 01          | 03. Dez 2022  | 1,23 Mio. | 0,41 Mio.   | 05,7 %      | 08,4 %      |
| Specials 1 | Best of   | 02          | 10. Dez 2022  | 1,17 Mio. | 0,30 Mio.   | 05,1 %      | 05,5 %      |
| 6          | 29        | 01          | 07. Jan 2023  | 2,21 Mio. | 0,71 Mio.   | 09,9 %      | 14,3 %      |
| 6          | 30        | 02          | 08. Jan 2023  | 1,80 Mio. | 0,47 Mio.   | 08,3 %      | 09,5 %      |
| 6          | 31        | 03          | 22. Apr 2023  | 1,59 Mio. | 0,48 Mio.   | 08,3 %      | 11,3 %      |
| 6          | 32        | 04          | 29. Apr 2023  | 1,66 Mio. | 0,51 Mio.   | 08,5 %      | 11,6 %      |
| 6          | 33        | 05          | 30. Apr 2023  | 1,63 Mio. | 0,45 Mio.   | 09,0 %      | 11,8 %      |
| 6          | 34        | 06          | 06. Mai 2023  | 1,82 Mio. | 0,51 Mio.   | 09,5 %      | 11,8 %      |
| 6          | 35        | 07          | 24. Juni 2023 | 1,48 Mio. | 0,42 Mio.   | 09,2 %      | 13,1 %      |
| 6          | 36        | 08          | 01. Juli 2023 | 1,60 Mio. | 0,42 Mio.   | 09,3 %      | 12,8 %      |
| 6          | 37        | 09          | 16. Sep 2023  | 1,40 Mio. | 0,46 Mio.   | 08,1 %      | 12,4 %      |
| 6          | 38        | 10          | 30. Sep 2023  | 1,22 Mio. | 0,35 Mio.   | 06,5 %      | 08,7 %      |
| 6          | 39        | 11          | 09. Dez 2023  | 1,88 Mio. | 0,59 Mio.   | 09,4 %      | 13,3 %      |
| 6          | 40        | 12          | 23. Dez 2023  | 1,90 Mio. | 0,53 Mio.   | 08,9 %      | 11,4 %      |
| 7          | 41        | 01          | 06. Apr 2024  | 1,82 Mio. | 0,56 Mio.   | 09,7 %      | 14,0 %      |
| 7          | 42        | 02          | 13. Apr 2024  | 1,59 Mio. | 0,59 Mio.   | 08,9 %      | 14,1 %      |
| 7          | 43        | 03          | 04. Mai 2024  | 1,81 Mio. | 0,58 Mio.   | 10,0 %      | 14,8 %      |
| 7          | 44        | 04          | 07. Dez 2024  | 1,51 Mio. | 0,47 Mio.   | 08,4 %      | 12,4 %      |
| 7          | 45        | 05          | 14. Dez 2024  | 1,69 Mio. | 0,44 Mio.   | 09,3 %      | 11,8 %      |
| 8          | 46        | 01          | 03. Mai 2025  | 1,85 Mio. | 0,55 Mio.   | 10,9 %      | 16,3 %      |
| 8          | 47        | 02          | 10. Mai 2025  | 1,64 Mio. | 0,43 Mio.   | 09,9 %      | 12,3 %      |

Legende: Fettgedruckt: Höchster (schwarz) und niedrigster (rot) Wert in dieser Kategorie

## Kritik
Dass RTL die Show seit 2019 live produzieren lässt, wurde von TV-Kritikern positiv aufgenommen. In einer Rezension für Quotenmeter.de befand David Grzeschik im August 2019, die Sendung sei ein Beispiel dafür, „dass gutes Live-Fernsehen vom Publikum gefunden und geschätzt wird“. Durch genügend Freiräume könnten sich die Protagonisten in dem Format entfalten und ihre Stärken ausspielen.

## Pannen
In Ausgabe 10 vom 25. April 2020 gab es eine Panne in der Sendeabwicklung, welche dazu führte, dass an Stelle des Live-Signals aus dem Studio in Hürth für ca. 20 Sekunden das Signal des Nachrichtensenders CNN gesendet wurde.